# ターボディーゼル

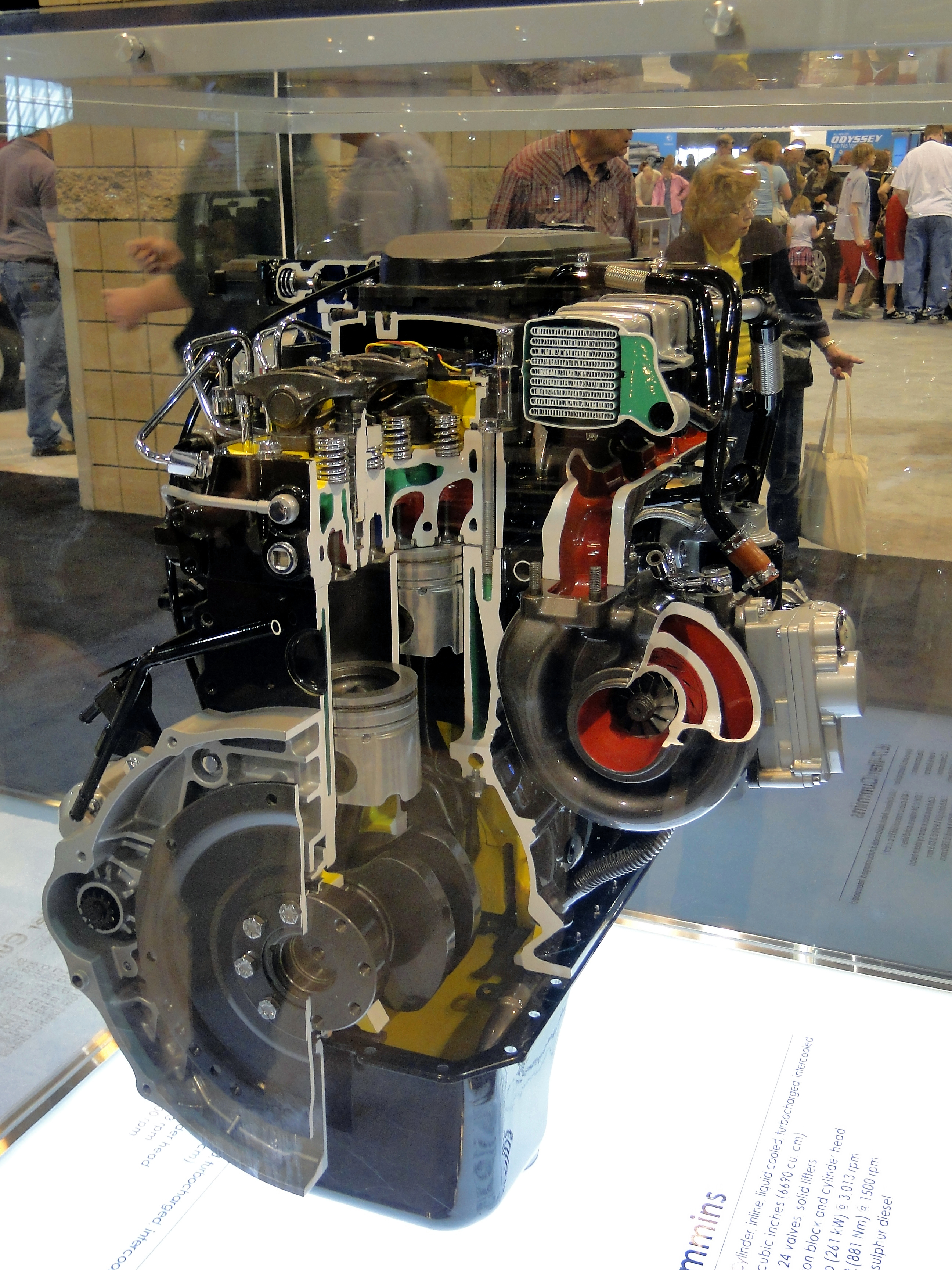
カミンズ製ターボディーゼルエンジンの断面モデル

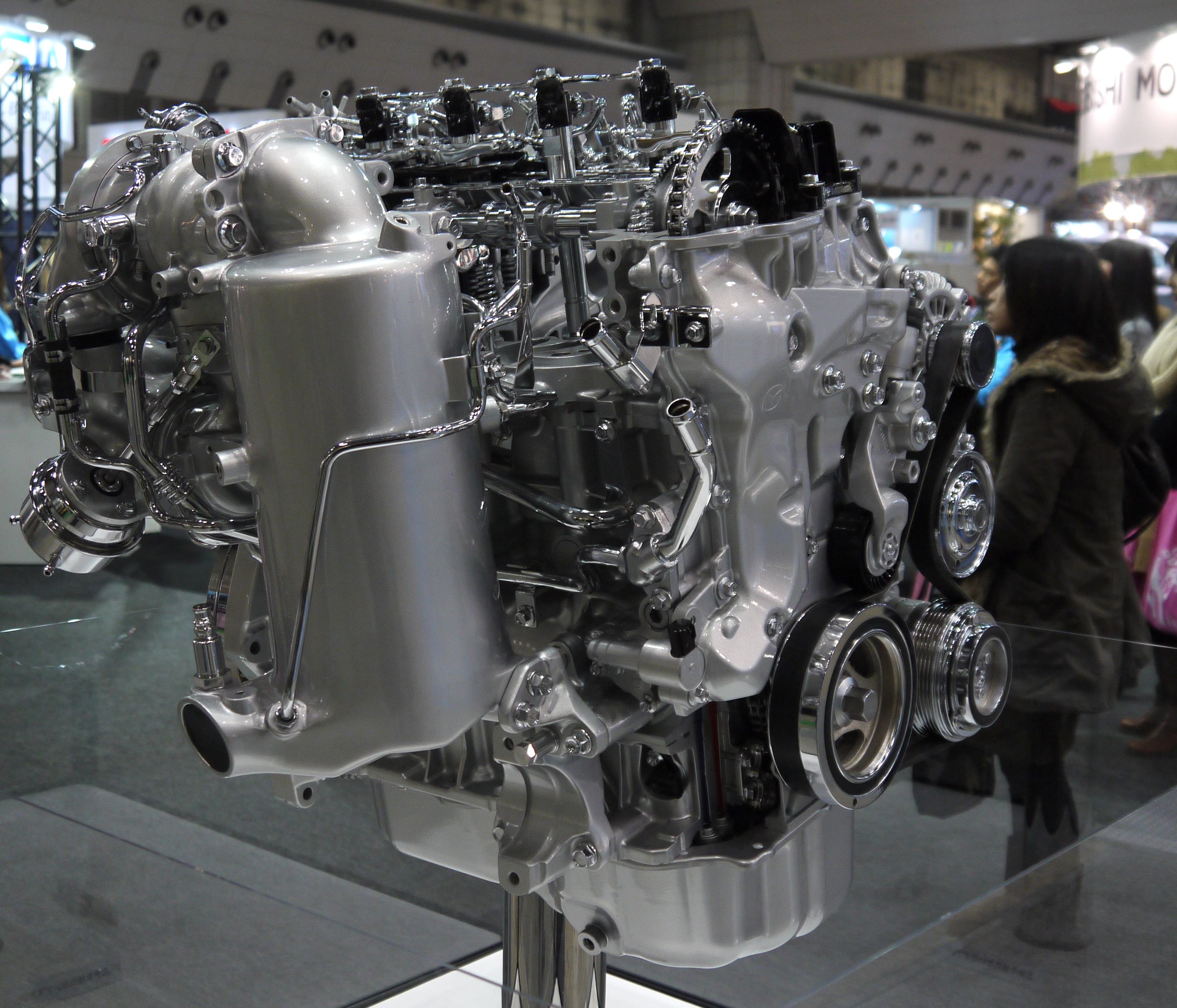
マツダ・SKYACTIV-D 2.2（SH-VPTS）

ターボディーゼル（英: turbo-diesel, turbodiesel, turbo diesel）とは、ターボチャージャーを備えたディーゼルエンジンのことである。他のタイプのエンジンと同様に、ディーゼルエンジンをターボ過給すると、効率的に出力が大幅に向上できる。特にインタークーラーと組み合わせて使用すると、さらに効果的である。
ディーゼルエンジンにターボチャージャーを搭載するのは、1920年代に大型舶用エンジンおよび定置発電用エンジンで始まった。 1950年代半ばにはトラックにターボディーゼルエンジンが搭載され、続いて1970年代後半には乗用車にも搭載されるようになった。1990年代以降、ターボディーゼルエンジンの圧縮比は低下する傾向にある。

## 原理
ディーゼルエンジンは通常、次の2つの要因によりターボ過給に適している。
- 空燃比については、ターボチャージャーが過剰な空気をエンジンに供給するときに生じる経済空燃比は、トルク制御が燃焼室に噴射される燃料の質量（つまり混合気の量ではなく、出力空燃比）に依存するため、ディーゼルエンジンでは問題にならない[2]。
- ターボ過給によるシリンダー内の空気量が増えると、圧縮比が効果的に増加する。ガソリンエンジンではこれにより、プレイグニッションや排気ガス温度の上昇を引き起こす可能性がある。しかしディーゼルエンジンでは、燃料はピストンが上死点に達する直前に燃焼室に加えられるだけなので、圧縮行程中に燃焼室内に存在することはない。そのため、プレイグニッションは発生しない[3]。

ターボチャージャー付きガソリンエンジンと同様に、インタークーラーを使用して吸気を冷却し、吸気の密度を高めることができる。

## 歴史
ターボチャージャーは、スイスの技術者であり、スルザーのディーゼルエンジン研究責任者であるアルフレート・ビュッヒによって20世紀初頭に発明された。 1905年のビュッヒの特許では、ターボチャージャーがディーゼルエンジンにもたらす効率の向上について言及していたため、ターボチャージャーは元々ディーゼルエンジンで使用されることを目的としていた。それから時間が経って、ターボチャージャー付きエンジンが初めて量産されたのは1925年、ドイツの客船プロイセン号とハンゼシュタット・ダンツィヒ号で使用された10気筒ターボディーゼル船舶エンジンだった。ターボチャージャーにより、出力が1,750 PS (1,287 kW) から2,500 PS (1,839 kW) に増加した。1925年にビュッヒはシーケンシャルターボを発明した。ハルムト・プッチャーの2012年の論文によれば、これが現代のターボチャージャー技術の始まりとなったとされている。
1920年代後半までに、スルザー、MAN、ダイムラー・ベンツ、パックスマンなどのいくつかのメーカーが船舶用および定置発電用の大型ターボディーゼルを生産していた。その後の技術向上により、より高速で走行する小型エンジンにもターボチャージャーを使用できるようになり、1940年代後半には機関車用ターボディーゼルエンジンが登場し始めた。1951年、MANはK6V 30/45 m.H.A.、1 MWのプロトタイプエンジンを製造した。このエンジンは、わずか 135.8 g/PSh (184.6 g/kWh) で45.7％の効率に相当するという、当時としては非常に低い燃料消費量を実現した。これを可能にしたのは、5段軸流式圧縮機と9段遠心式圧縮機およびインタークーラーを組み合わせた先進的なターボチャージャー設計だった。
道路走行車両におけるターボディーゼルエンジンの実用は、1950年代初頭にトラックから始まった。プロトタイプのMAN・MK26トラックは 1951年に発表され、続いて1954年に量産モデルのMAN・750TL1ターボディーゼルが発表された。ボルボ・タイタンターボトラックも1954年に導入された。1960年代後半までに、さらに強力なトラックエンジンに対する需要が高まり、カミンズ、デトロイトディーゼル、スカニア、キャタピラーによってターボディーゼルが生産されるようになった。
1952年のインディアナポリス500では、初めてのターボ車としてカミンズ・ディーゼルスペシャルが出場し、予選ポールポジションを獲得した。この車は、380 hp (283 kW) を発生する6.6 L 直列6気筒エンジンを搭載していた。
乗用車用の小型ターボディーゼルエンジンの研究は、1960年代から1970年代にかけて数社によって行われた。ローバーは1963年にプロトタイプの2.5 L 4気筒ターボディーゼルを製造し、メルセデス・ベンツは 1976 年のメルセデス・ベンツ・C111-IIDの実験車両で直列5気筒インタークーラーターボディーゼル エンジンを使用した。
最初のターボディーゼル量産車はメルセデス・ベンツ・W116で、1978年半ばからアメリカで販売されたモデルには先のC111-IIDにも搭載されたOM617 直列5気筒エンジンを搭載した。ヨーロッパではこの1年後、プジョー・604 Dターボが最初のターボディーゼル車として発売された。ターボディーゼル車は、1980年代後半から1990年代前半にかけてヨーロッパで広く製造および販売され始め、この傾向は現在まで続いている。
1990年代以降、ターボディーゼルエンジンの圧縮比は低下傾向にある。これは、圧縮比の低いターボエンジンの比出力が向上し、排気エミッションの挙動が改善されたためである。かつて間接噴射エンジンの圧縮比は18.5以上だった。それが1990年代後半にコモンレール式エンジンが導入された後、圧縮比は16.5～18.5の範囲に低下した。それから2016年以降に製造された一部のディーゼルエンジンは、ユーロ6の排ガス規制に適合するため、圧縮比が14.0となっている(p182-183)。

## 特徴
ターボチャージャーはディーゼルエンジンの出力を大幅に向上させ、パワーウェイトレシオのピークを同等のガソリンエンジンに近づけることができる。
ターボディーゼルは、過去10年間に小排気量と大排気量の両方で出力、燃費、騒音、振動、ハーシュネスが改善され、特に欧州では新車登録台数の50％以上を占めている（2014年現在）など、特定の市場での普及に拍車をかけている。ターボディーゼルは一般に、自然吸気ディーゼルエンジンよりも自動車用途に柔軟性があると考えられている。ターボディーゼルは、回転数範囲にわたって許容できるトルクの広がりを持つように設計することもできるし、商業用に製造される場合は、用途に応じて所定の回転数でのトルク出力を向上させるように設計することもできる。自然吸気ディーゼルエンジンは、ほぼ例外なく、同容量のガソリンエンジンよりも出力が低い一方で、ディーゼルエンジンの高圧縮比による大きな応力に耐えるために、ピストンやクランクシャフトなどの内部部品をより強くする必要があるが、同時に部品が重くなる。これらの要因により、自然吸気ディーゼルエンジンのパワーウェイトレシオは劣ってしまう。ターボチャージャーユニットの重量は非常に軽い割に、出力、トルク、効率を大幅に向上させることができる。ターボチャージャーを装着することで、ディーゼルエンジンのパワーウェイトレシオを同等のガソリンユニットと同じレベルまで引き上げることができるため、ターボディーゼルは、パワーユニットの種類に関係なく、自動車メーカーが製品ラインアップ全体で同等の出力とハンドリング品質を目指す自動車用途に適している。